# Asia (альбом)
Asia — перший студійний альбом англійської групи Asia, який був випущений 18 березня 1982 року. Найпопулярніший альбом 1982 року за версією Billboard і Cashbox. До нього увійшов їхній хіт Heat of the Moment, який досяг 4-го місця у США в чарті Billboard Hot 100.

## Композиції
1. Heat of the Moment — 3:50
2. Only Time Will Tell — 4:44
3. Sole Survivor — 4:48
4. One Step Closer — 4:16
5. Time Again — 4:45
6. Wildest Dreams — 5:10
7. Without You — 5:04
8. Cutting It Fine — 5:35
9. Here Comes the Feeling — 5:42

## Склад
- Джефф Даунс[en] — клавішні, вокал
- Стів Гау — гітари, вокал
- Карл Палмер — ударні, перкусія
- Джон Веттон — вокал, бас-гітара